# Sun Bin
Sun Bin (død 316 f.Kr.) var en militær strateg, der levede under De Stridende staters Periode i oldtidens Kina. Han blev født i Qi og var medlem af en lokal Sun familie berømt for at producere militære strateger. Han var barnebarn af den berømte, kinesiske general, militærstrateg og forfatter, Sun Tzu og kan have bidraget til at redigere Sun Tzus The Art of War. Sun Bin skrev dog også sin egen militære afhandling, Sun Bin Bing Fa, der for nylig blev genopdaget efter at være forsvundet i næsten 2000 år.
Sun Bin blev anerkendt for sin militære genialitet i en tidlig alder, hvor han studerede hos Master Guiguzi, en eneboer, der var uddannet i militære strategier. Sun Bin formåede at recitere Sun Tzus Art of War udenad, hvilket understregede hans store evner.